# Société biblique de Genève
La Société biblique de Genève est une société biblique non confessionnelle basée à Genève en Suisse.

## Histoire
La Société biblique de Genève est fondée en 1917 en Suisse, par Hugh Edward Alexander, fondateur des Églises Action Biblique,. Une première librairie ouvre ses portes à Paris, en 1925. D'autres sont installées dans divers pays du monde. En 1943, la Société biblique de Genève est officiellement enregistrée à Genève. Elle a publié notamment la Bible Segond, la Bible Segond 21 et la Nouvelle Édition de Genève 1979 (NEG1979).

## Critiques
En 2007, l’éditeur catholique Nicolas-Jean Sed, directeur dominicain du Cerf, a accusé la Société biblique de Genève responsable de la traduction Bible Segond 21, de déstabiliser le marché avec son très faible prix et d’être fondamentaliste en n'étant pas membre de l'Alliance biblique universelle. Le directeur de la Société biblique de Genève, Jean-Pierre Bezin, a répondu en disant vouloir rendre la Bible accessible à tous, sans être fondamentaliste, puisqu’il a collaboré avec l’éditeur catholique Salvator.